# Emma Ruth Rundle
Emma Ruth Rundle es una cantante y compositora estadounidense radicada en Portland, Oregón, quien también se desempeña como guitarrista y artista visual. Inicialmente formaba parte de la banda The Nocturnes, al momento ha lanzado tres álbumes en solitario, además de ser integrante de las bandas Red Sparowes y Marriages.

## Carrera
Rundle nació y creció en Los Ángeles, California, quien junto con su hermana, creció en un hogar influenciado en gran medida por la música folk.
Con su primera banda, the Nocturnes, lanzó el EP Wellington EP (en 2008) y dos álbumes, A Year of Spring (2009) y Aokigahara (2011). Rundle posteriormente se uniría a la banda Red Sparowes para tocar en su tercer álbum The Fear Is Excruciating, But Therein Lies the Answer, lanzado por la discográfica Sargent House el 6 de abril del 2010.
En el 2011 lanzó de manera independiente un álbum de guitarra ambiental titulado Electric Guitar: One, el cual fue relanzado en 2014 a través del sello Errant Child Recordings.
En el año 2012, Rundle formó el trío musical Marriages, quienes a la fecha han lanzado el EP Kitsune en el 2012 y el álbum Salome en el 2015.
El 7 de enero de 2013 lanzó de forma independiente el álbum Somnambulant, atribuido a "the Headless Prince of Zolpidem".
El álbum debut oficial de Rundle como solista se tituló Some Heavy Ocean el cual fue lanzado el 20 de mayo de 2014 a través del sello Sargent House. Fue coproducido por Chris Common y grabado en los estudios de Sargent House. Rundle vivió en el complejo del estudio como residente artística durante el periodo de grabación. El lanzamiento estuvo acompañado por una gira por Estados Unidos junto a King Buzzo.
Rundle sufre de adenomiosis, lo cual en cierta medida inspiró el material para su segundo álbum Marked for Death, producido por Sonny DiPerri. Fue lanzado en octubre de 2016, de igual forma con Sargent House.
En enero de 2017 anunció su participación en un EP split con Jaye Jayle titulado The Time Between Us, y la canción "The Distance" fue puesta a disponibilidad en plataformas de streaming. El EP fue lanzado de igual forma por Sargent House el 24 de febrero.
El tercer álbum de estudio de Rundle titulado On Dark Horses fue lanzado el 14 de septiembre de 2018. Contó con la participación de los integrantes de la banda Jay Jayle Evan Patterson y Todd Cook, así como de Dylan Nadon de Wovenhand. Además, en 2018, Rundle participó como vocalista de apoyo en la canción "Just Breathe" del álbum Palms de la banda Thrice.
En agosto de 2019 se anunció que Rundle sería una de las dos curadoras del Roadburn Festival de la edición 2020.
En el 2020, junto con Intronaut, se anunció su participación como artista de apoyo en la gira de invierno de Cult of Luna por Estados Unidos para promocionar su reciente producción A Dawn to Fear, con presentaciones en algunas ciudades de Canadá y finalizando en la Ciudad de México el 13 de marzo de 2020.
En noviembre de 2021, tras pasar una semana en una clínica de salud mental para recuperarse de su adicción al alcohol y las drogas (intensificada durante el confinamiento por la pandemia de COVID-19), publicó su quinto álbum de estudio como solista, Engine of Hell.

## Discografía

### Con The Nocturnes
- Wellington EP (2008, independiente)
- A Year of Spring (2009, independiente)
- Aokigahara (2011, The Errant Child)

### Con Red Sparowes
- The Fear Is Excruciating, but Therein Lies the Answer (2010, Sargent House)

### Con Marriages
- Kitsune EP (2012, Sargent House)
- Salome (2015, Sargent House)

### Como Solista
- Electric Guitar: One (2011, independiente)
- Some Heavy Ocean (2014, Sargent House)
- Marked for Death (2016, Sargent House)
- The Time Between Us EP split con Jaye Jayle (2017, Sargent House)
- On Dark Horses (2018, Sargent House)
- Engine of Hell (2021, Sargent House)

### Colaboraciones
- Thou - May Our Chambers Be Full (2020, Sacred Bones Records)

### Como the Headless Prince of Zolpidem
- Somnambulant (2013, independiente)